# Calamus walkeri
Calamus walkeri är en enhjärtbladig växtart som beskrevs av Henry Fletcher Hance. Calamus walkeri ingår i släktet Calamus och familjen Arecaceae. Inga underarter finns listade i Catalogue of Life.